# Maurice De Meyer
Pour les articles homonymes, voir De Meyer.
 Maurice De Meyer , né à Bruxelles en 1911 et mort à Bruxelles en 1999, est un peintre belge.

## Biographie
Maurice De Meyer, né à Bruxelles en 1911 et mort dans la même ville en 1999, fut l'élève d'Alfred Bastien et d'Henri Logelain, et l'ami de Jean Laudy, Maurice Wagemans et Pierre Paulus.

## Thématique
Il avait une prédilection pour les vues de Paris avec des enfants qui jouent et des personnages colorés, des promeneurs, des drapeaux flottants, des hippodromes, des natures mortes, des paysages et des marines. À partir de 1985, influencé par Boudin, il ne peint plus que des vues de plages et de la mer.
Il est classé parmi les impressionnistes.
Il signe ses toiles M De Meyer.

## Quelques œuvres
- Scène de plage en Normandie
- Place du Théâtre Français
- Paris, quai des Grands-Augustins
- Nature Morte Aux Fleurs
- Colonne Morris à Paris